# 人與動物關係學
人與動物關係學（英語：Anthrozoology，稱為HAS），又譯人類動物互動科學，是一項專門研究人類跟其他動物的互動關係的動物學分支。這一門學科是一項跨學科的研究，包括有：人類學、民族學、醫學、心理學、獸醫學和動物學。人類動物互動科學研究的其中一個焦點，是把人類和動物對雙方面各自關係的正面效應量化，以及雙方互動的現實研究。

## 參看
- 動物行學
- 動物權利
- 服務動物/介助猿/介護猿
- 動物考古學
- 交叉性
- 認知動物行為學
- 擬人論
- 獸迷/毛茸物迷戀

## 外部連結
- Anthrozoology.org